# Lijst van voetbalinterlands China - Haïti (vrouwen)
Deze lijst van voetbalinterlands is een overzicht van alle officiële voetbalinterlands tussen de nationale vrouwenteams van China en Haïti. De landen hebben tot nu toe één keer tegen elkaar gespeeld.

## Wedstrijden
| № | Plaats   | Datum        | Competitie | Wedstrijd     | Uitslag |
| - | -------- | ------------ | ---------- | ------------- | ------- |
| 1 | Adelaide | 28 juli 2023 | WK 2023    | China − Haïti | 1 − 0   |

## Samenvatting
| Competitie   | Totaal gespeeld | Winst China | Gelijk | Winst Haïti | Doelsaldo China – Haïti |
| ------------ | --------------- | ----------- | ------ | ----------- | ----------------------- |
| WK-eindronde | 1               | 1           | 0      | 0           | 1 − 0                   |
| Totaal       | 1               | 1           | 0      | 0           | 1 − 0                   |